# Гравити Фолз
«Гравити Фолз» (англ. Gravity Falls) — американский анимационный телевизионный сериал, созданный Алексом Хиршем и компанией Disney Television Animation для телеканалов Disney Channel и Disney XD.
Мультсериал повествует о приключениях двойняшек — мальчика Диппера и девочки Мэйбл, которые проводят летние каникулы у двоюродного дедушки Стэна в вымышленном американском городке под названием Гравити Фолз.
Премьера состоялась 15 июня 2012 года на канале Disney Channel. 14 июня 2014 года было объявлено, что премьера второго сезона состоится 1 и 4 августа 2014 года на каналах Disney Channel и Disney XD, соответственно. 20 ноября 2015 года Алекс Хирш заявил, что сериал завершится на втором сезоне. Последний эпизод второго сезона под названием «Странногеддон 3: Вернём Гравити Фолз» был показан 15 февраля 2016 года. В своём твиттере создатель мультсериала Алекс Хирш анонсировал дополнение к сериалу в виде комикса, который позже был выпущен 24 июля 2018 года.
В 2020 году журнал «Мир Фантастики» в спецвыпуске «Фантастические 2010-е» назвал «Гравити Фолз» (наряду с «Риком и Морти» и «Временем приключений») мультсериалом десятилетия.

## Сюжет
Действие разворачивается летом в вымышленном городке Гравити Фолз (Gravity Falls; буквально — «гравитация падает»; здесь использована игра слов — часть Falls (с англ. водопад) относительно часто встречается в американских топонимах; по сюжету так город назвал восьмой с половиной президент США Квентин Трембли) в штате Орегон, куда близнецы Диппер и Мэйбл Пайнс отправляются на каникулы к своему двоюродному дедушке Стэну (которого они зовут, по версиям различных переводчиков: дядя, дедушка или прадядя (английское „grunkle“ — сокращение от словосочетания great/grand uncle «двоюродный дедушка»)). Он владелец сувенирного магазина — приманки для туристов — «Хижина Чудес». Поначалу героям скучно, но вскоре они обнаруживают, что в городе происходит нечто сверхъестественное. Диппер случайно находит в лесу дневник под номером три, автор которого неизвестен. В нём подробно описываются аномалии Гравити Фолз. Подросток сразу решает узнать тайны странного городка и найти автора дневника, но на каждом шагу Диппера и Мэйбл подстерегает опасность. Окрестности Гравити Фолз полны таинственных мест, аномалий и странных существ.

## Персонажи
Главные герои
- Мэйсон «Диппер» Пайнс (англ. Mason "Dipper" Pines, озвучивает Джейсон Риттер[3]) — 12-летний мальчик, брат-близнец Мэйбл, приехавший на летние каникулы в Гравити Фолз. Всегда носит кепку. Нашёл там загадочный дневник, автора которого мечтал найти. Влюблён в Венди. В конце лета исполнилось 13 лет.
- Мейбл Пайнс (англ. Mabel Pines, озвучивает Кристен Шаал[3]) — 12-летняя девочка, сестра-близнец Диппера. Добрая и жизнерадостная. Любит своего поросёнка Пухлю. Носит различные свитера. В конце лета исполнилось 13 лет.
- Стэнли «Дядя Стэн» Пайнс (англ. Stanley "Grunkle Stan" Pines, озвучивает Алекс Хирш[3]) — двоюродный дедушка Диппера и Мэйбл, которого они зовут дядей. Владелец «Хижины Чудес».
- Хесус Альзамирано «Зус» Рамирес (англ. Jesus Alzamirano "Soos" Ramirez, озвучивает Алекс Хирш[3]) — 22-летний[23] мастер и постоянный сотрудник «Хижины Чудес»; хороший друг Диппера и Мэйбл. Любит вкусно поесть.
- Вэнди Кордрой (англ. Wendy Corduroy, озвучивает Линда Карделлини[3]) — 15-летняя рыжая девушка, сотрудница «Хижины Чудес». Объект влюблённости Диппера.
- Стэнфорд Филбрик «Форд» Пайнс (англ. Stanford Philbrik "Ford" Pines, озвучивает Джей Кей Симмонс[24][25]) — пропавший брат-близнец Стэнли Пайнса, двоюродный дедушка Диппера и Мэйбл. Учёный и автор дневников.
- Билл Шифр (англ. Bill Cipher, озвучивает Алекс Хирш) — древний могущественный демон из «плоского измерения», желающий проникнуть в мир людей. Главный антагонист сериала.

## Разработка

### Концепция
До начала работы над сериалом его создатель Алекс Хирш вдохновился популярным анимационным ситкомом «Симпсоны» и заметил, что «анимация может быть смешнее живого действия. Анимация не должна быть только для детей. Она может быть сатирической, наблюдательной и обоснованной в смысле взаимодействия с персонажем». Хирш окончил California Institute of the Arts и был нанят для работы сценаристом и художником раскадровки для сериала «Удивительные злоключения Флэпджека» от Cartoon Network, где он работал в паре с Пендлтоном Уордом. Впоследствии он перешёл к совместной разработке анимационного сериала на Disney Channel «Рыбология», незадолго до того как презентовал «Гравити Фолз».
Хирш впервые применил концепцию сериала в одиннадцатиминутном студенческом фильме, который он сделал во время учёбы в Калифорнийском институте искусств.
Затем к нему обратился Disney Channel, предложив устроить питчинг по сюжету короткометражки, а впоследствии приобрёл права на идею и начал трансляцию мультсериала летом 2012 года. За основу сюжета взят детский опыт и личные переживания Хирша во время летних каникул со своей сестрой-близнецом у дедушки.

### Производство
Во время производства первого сезона в интервью The A.V. Club Алекс Хирш объяснял, что обычный эпизод придумывается в «сценарной комнате», куда предоставляется синопсис. Когда драматическая структура определена, фабула видоизменяется, чтобы включить в него то, что будет двигать персонажем. Алекс Хирш выражает это «как самую трудную вещь… найти персональную историю, которая на самом деле раскрывает, исследует или подталкивает напряжение, которое достигается через магию, монстра или трудность недели».
Фабула создаётся и предоставляется сценаристу, чтобы он создал план, который затем проверяется Хиршем. По утверждению Алекса, он и креативный директор Майк Рианда могут создать набросок для себя прежде чем будет выпущен окончательный сценарий, в котором пересматривается диалог из наброска. Процесс пересмотра «не является дискредитирующим для наших сценаристов, просто у нас есть очень конкретное видение. В частности, я обычно переписываю весь диалог Диппера и большую часть диалога Мэйбл. Я и Майк сидим около 24 часов, пока не закончим каждый сценарий. Мы будем проводить так все выходные, мы будем работать всю ночь, мы будем пить Red Bull, мы будем спать на кушетке посменно, как маньяки, мы будем шлёпать друг друга по лицу».
Законченный сценарий затем переносится на раскадровку, где от Хирша поступает сигнал художникам в том случае, если какой-то элемент, к примеру визуальный гэг не работает. Впоследствии питчинг для эпизода передаётся в сеть, где проходит предварительный просмотр, а затем эпизод либо проверяется сетью, либо быстро дорабатывается для дальнейшей работы на студии анимации.

### Первоначальная трансляция
Первые 12 эпизодов «Гравити Фолз» были выпущены в регулярном недельном слоте на Disney Channel, начиная с середины 2012 года, но последующие эпизоды транслировались без подобной регулярности; оставшиеся 8 эпизодов первого сезона были показаны до августа 2013 года. Второй сезон начал транслироваться через год, в августе 2014, перейдя на Disney XD, но снова без какой-либо регулярности. Согласно Disney XD, поскольку каждый эпизод занял около полугода работы, они решили отказаться от накопления эпизодов, чтобы показывать их раз в неделю. Вместо этого они выбрали серийный характер шоу, транслируя каждый эпизод по мере его завершения.

## Список серий
| Сезон | Серии | Серии | Даты показа    | Даты показа     | Даты показа    |
| Сезон | Серии | Серии | Первая серия   | Последняя серия | Канал          |
| ----- | ----- | ----- | -------------- | --------------- | -------------- |
| 1     | 20    | 20    | 15 июня 2012   | 2 августа 2013  | Disney Channel |
| 2     | 20    | 20    | 1 августа 2014 | 15 февраля 2016 | Disney XD      |

### Мини-эпизоды
| Сезон | Сезон                                 | Эпизоды | Даты показа     | Даты показа     |
| Сезон | Сезон                                 | Эпизоды | Начало сезона   | Финал сезона    |
| ----- | ------------------------------------- | ------- | --------------- | --------------- |
|       | Путеводитель Диппера по необъяснимому | 6       | 14 октября 2013 | 18 октября 2013 |
|       | Советы Мэйбл                          | 5       | 3 февраля 2014  | 7 февраля 2014  |
|       | Ремонт с Зусом                        | 2       | 21 апреля 2014  | 22 апреля 2014  |
|       | Общественное телевидение Гравити Фолз | 2       | 23 апреля 2014  | 24 апреля 2014  |
|       | Альбом памятных событий Мэйбл         | 2       | 2 июня 2014     | 2 июня 2014     |

## Трансляция в других странах

### Disney Channel
Сериал начал транслироваться на Disney Channel Canada с 1 сентября 2015 года после приобретения Corus Entertainment прав на Disney Channel в Канаде. Также с 1 декабря 2015 стартовала премьера «Гравити Фолз» на Disney XD в Канаде. 20 июля 2012 года шоу было запущено в Соединённом королевстве Великобритании и Ирландии в качестве предварительного просмотра, а официальная премьера состоялась 7 сентября 2012.
В Австралии и Новой Зеландии премьера состоялась 24 сентября 2012 года, в Бразилии — 6 октября 2012, в Юго-Восточной Азии — 27 октября 2012, на Ближнем Востоке — 10 ноября 2012, в России — 4 января 2013, в Индии — 16 сентября 2013.

### Другие
Сериал дебютировал в Канаде 15 июня 2012 года, а премьера состоялась 6 июля 2012 на Family Channel и транслировался до января 2016 года, после чего он переместился на местный Disney XD. В Австралии шоу выходило на Disney XD и 7mate, в то время как в Чили шоу транслировалось на Canal 13 в рамках блока CuBox. На Филиппинах сериал транслировался на канале TV5, начиная с 4 мая 2014 года, в то время как в Бразилии шоу показывали на Rede Globo с 10 мая 2014 года.
В Индонезии премьера шоу состоялась 17 августа 2014 года на RCTI.

## Критика
«Гравити Фолз» получил признание критиков. На Rotten Tomatoes он имеет рейтинг 100%. Брайан Лоури из журнала Variety заявил: «Характерной чертой данного сериала является его бесшабашность, благодаря которой он способен позабавить детей и вызвать ностальгию у их родителей». Роберт Ллойд из Los Angeles Times назвал шоу «осторожно скрученным с некоторыми диснеевскими действиями потеплением сердца». В своём обзоре Дэвид Хинкли из New York Daily News назвал Гравити Фолз «причудливым и привлекательным» и похвалил за персонажа Мэйбл Пайнс. Мэтт Блум, пишущий для Wired, сравнил шоу с Обычным мультиком и с Финесом и Фербом, отмечая Гравити Фолз, как «умный, странный и немного колкий». Эрик Каин из Forbes назвал Гравити Фолз «лучшим, что есть сейчас на телевидении». Кайла Кобб из New York Post охарактеризовала Гравити Фолз, как «одно из самых конструктивных, интеллектуальных шоу, когда-либо созданных».

### Рейтинги
Дебютная премьера сериала, следующая за оригинальным фильмом Disney Channel «Позволь ему засиять», собрала у экранов 3,4 миллиона зрителей. Пятый эпизод, который транслировался 13 июля 2012 года, привлёк 3,6 миллиона зрителей. 15 марта 2013 года эпизод «Приключения в бассейне» собрал у экранов 4,5 миллиона зрителей и стал самым популярным эпизодом сериала.
После перехода на Disney XD эпизод «Рассказ о двух Стэнах» просмотрели 1,91 миллион зрителей, что сделало его самой популярной телепередачей на канале. Финал сериала побил свой предыдущий рекорд и собрал у экрана 2,47 миллиона зрителей в США. Помимо общего числа зрителей, «Рассказ о двух Стэнах» также установил сетевой рекорд среди детей в возрасте от 2 до 11 лет (1,036 миллиона), от 6 до 11 лет (574 000) и от 6 до 14 лет (1,279 миллиона). В 2015 году Гравити Фолз входил в семёрку лучших премьерных мультсериалов Disney XD всех времён среди детей в возрасте от 6 до 11 лет. В течение недели с 12 по 18 июля 2015 года Гравити Фолз являлся самой рейтинговой программой в своём временном интервале в 8:30 вечера для детей и мальчиков в возрасте 2-11, 6-11 и 6-14 лет. На той же неделе, согласно оценкам Nielsen Ratings, это была телепередача №1 по количеству зрителей среди всех телепередач на всех кабельных телеканалах США.
Гравити Фолз занял первое место среди сериалов Disney XD в 2015 году по всем целевым демографическим группам, в среднем собирая 1,8 миллиона зрителей за серию. Кроме того, Гравити Фолз стал третьим анимационным сериалом кабельного телевидения 2015 года для мальчиков в возрасте 9–14 лет. У детей в возрасте от 6 до 11 лет сериал в среднем посмотрели 654 000 человек, а у детей в возрасте от 2 до 11 лет – 790 000 человек. Среди мальчиков в возрасте от 6 до 14 лет он набирал 680 000 просмотров.
В феврале 2016 года Гравити Фолз была телепередачей среди всех сериалов №1 за всю историю наблюдений для детей в возрасте от 6 до 11 лет. Финал сериала «Странногеддон 3: вернуть себе город» побил рекорд рейтингов, ранее принадлежавший «Рассказу о двух Стэнах», став самой просматриваемой телепередачей Disney XD за всю историю, которую посмотрели 2,47 миллиона человек в Соединённых Штатах. «Странногеддон 3: вернуть себе город» также установил новый рекорд в сети среди детей в возрасте 6–14 лет и мальчиков в возрасте 6–14 лет по просмотрам. За весь день марафона Гравити Фолз, предшествовавший премьере последней серии сериала «Странногеддон 3: вернуть себе город» удалось собрать 10,7 миллиона уникальных зрителей, из которых 5,4 миллиона были детьми в возрасте от 2 до 14 лет.

## Награды и номинации
«Гравити Фолз», согласно IMDb, получил 36 номинаций и 13 наград.

## Атрибутика

### Видео
| DVD                                  | DVD              | DVD   | DVD     | DVD    |
| Название                             | Дата выхода      | Диски | Эпизоды | Ссылка |
| ------------------------------------ | ---------------- | ----- | ------- | ------ |
| Гравити Фолз: Шесть странных историй | 15 октября, 2013 | 1     | 1–6     | [ 51 ] |
| Гравити Фолз: Ещё более странный     | 26 августа, 2014 | 1     | 7–14    | [ 52 ] |
| Гравити Фолз: Полная история         | 24 июля, 2018    | 7     | Все     | [ 53 ] |

27 марта 2018 года Shout! Factory объявили, что они выпустят всю серию в виде бокс-сета 24 июля 2018 года на DVD и Blu-Ray Disc. Бокс-сет доступен в «Коллекционном издании», которое включает эксклюзивный диск с бонусными функциями. Гравити Фолз: Полная история была выпущена только в Соединённых Штатах и Канаде.

### Книги
| Название                                                                         | Авторы                     | Издатель              | Дата выхода       | ISBN                   | Примечание                                                                                                | Ссылка  |
| -------------------------------------------------------------------------------- | -------------------------- | --------------------- | ----------------- | ---------------------- | --- | ------- |
| Гравити Фолз: Счастливого Летоуина / Супермаркет ужасов                          | Саманта Брук               | Disney Press          | 22 июля, 2014     | ISBN 978-1484710784    | | [ 55 ]  |
| Гравити Фолз: Беги, Диппер, беги!                                                | Disney Book Group          | Disney Press          | 22 июля, 2014     | ISBN 978-1484711392    | | [ 56 ]  |
| Гравити Фолз: Большое свинство                                                   | Disney Book Group          | Disney Press          | 7 октября, 2014   | ISBN 978-1484711408    | | [ 57 ]  |
| Гравити Фолз: Путеводитель Диппера и Мэйбл по тайнам и безостановочному веселью! | Роб Ренцетти и Шейн Хоутон | Disney Press          | 7 октября, 2014   | ISBN 978-1484710807    | | [ 58 ]  |
| Гравити Фолз. Графический роман. Выпуск 1                                        | Disney                     | Joe Books Inc.        | 8 октября, 2014   | ISBN 978-1926516998    | | [ 59 ]  |
| Гравити Фолз. Дневник 3                                                          | Алекс Хирш и Роб Ренцетти  | Disney Press          | 26 июля, 2016     | ISBN 978-1484746691    | Бестселлер New York Times. Специальное издание было выпущено 13 июня 2017 года тиражом 10 000 экземпляров | [ 64 ]  |
| Диппер и Мэйбл. Сокровища Пиратов Времени                                        | Джефф Роу                  | Disney Press          | 26 июля, 2016     | ISBN 978-1484746684    | | [ 65 ]  |
| Гравити Фолз. Графический роман. Выпуск 2                                        | Disney                     | Joe Books Inc.        | 20 сентября, 2016 | ISBN 978-1988032917    | | [ 66 ]  |
| Гравити Фолз. Графический роман. Выпуск 3                                        | Disney                     | Joe Books Inc.        | 13 декабря, 2016  | ISBN 978-1988032924    | | [ 67 ]  |
| Раскраска Гравити Фолз. Не раскрашивай эту книгу!                                | Эмми Сисьерега             | Disney Press          | 18 июля, 2017     | ISBN 978-1368008990    | | [ 68 ]  |
| Истории Гравити Фолз: К Странному Западу                                         | Disney                     | Joe Books LTD         | 26 сентября, 2017 | ISBN 978-1772755190    | | [ 69 ]  |
| Гравити Фолз Странногеддон. Кинокомикс                                           | Disney                     | Joe Books LTD         | 1 января, 2018    | ISBN 978-1773911274    | | [ 70 ]  |
| Гравити Фолз. Mad Libs. Лучшая игра со словами                                   | Лаура Маккиарола           | Mad Libs              | 20 февраля, 2018  | ISBN 978-1524787134    | | [ 71 ]  |
| Гравити Фолз. Графический роман. Выпуск 4                                        | Disney                     | Joe Books Inc.        | 10 апреля, 2018   | ISBN 978-1772756722    | | [ 72 ]  |
| Гравити Фолз: Забытые легенды                                                    | Алекс Хирш                 | Disney Press          | 24 июля, 2018     | ISBN 978-1368021425    | Бестселлер New York Times. Имеется эксклюзивное издание Barnes & Noble с 16 дополнительными страницами    | [ 75 ]  |
| Милашки повсюду. Скетчбук Мэйбл                                                  | Disney                     | Эксмо                 | 29 мая, 2019      | ISBN 978-5-04-100624-2 | Выпущено только на русском языке                                                                          | [ 76 ]  |
| Истории Гравити Фолз: Загадочное лето                                            | Disney                     | Planeta Junior        | 11 июля, 2019     | ISBN 978-6070751387    | Выпущено только на испанском языке                                                                        | [ 77 ]  |
| Гравити Фолз: Мой секретный дневник заметок                                      | Disney                     | Editorial Planeta     | 1 июля, 2019      | ISBN 978-6070760587    | Выпущено только на испанском языке                                                                        | [ 78 ]  |
| Гравити Фолз. Графический роман. Выпуск 5                                        | Disney                     | Planeta Junior        | 9 июля, 2019      | ISBN 978-6070756207    | Выпущено только на испанском языке                                                                        | [ 79 ]  |
| Гравити Фолз: Книга искусства и тайн                                             | Disney                     | Editorial Planeta     | 1 сентября, 2019  | ISBN 978-6070761164    | Выпущено только на испанском языке                                                                        | [ 80 ]  |
| Гравити Фолз: Год с Диппером и Мейбл                                             | Disney                     | Editorial Planeta     | 1 октября, 2020   | ISBN 978-6070769009    | Выпущено только на испанском языке                                                                        | [ 81 ]  |
| Гравити Фолз. Графический роман. Выпуск 6                                        | Disney                     | Planeta Junior        | 1 января, 2021    | ISBN 978-6070771255    | Выпущено только на испанском языке                                                                        | [ 82 ]  |
| Гравити Фолз. Неизвестное измерение. Истории и много разных развлечений          | Disney                     | Эксмо                 | 15 января, 2021   | ISBN 978-5-04-110396-5 | Выпущено только на русском языке                                                                          | [ 83 ]  |
| Алекс Хирш: Гравити Фолз. Истории о странном и необъяснимом                      | Disney                     | Disney Press          | 23 февраля, 2021  | ISBN 978-1368064118    | | [ 84 ]  |
| Гравити Фолз. Креативный марафон (творческая мега-книга)                         | Disney                     | Editorial Planeta     | 9 марта, 2021     | ISBN 978-6070773228    | Выпущено только на испанском языке                                                                        | [ 85 ]  |
| Гравити Фолз: Полная история. Сезон 1                                            | Disney                     | Эксмо                 | 25 марта, 2021    | ISBN 978-5041160661    | Выпущено только на русском языке                                                                          | [ 86 ]  |
| Гравити Фолз. Графический роман. Выпуск 7                                        | Disney                     | Planeta Junior        | 15 апреля, 2021   | ISBN 978-6070772399    | Выпущено только на испанском языке                                                                        | [ 87 ]  |
| Думай как Диппер и Мэйбл. Твой творческий блокнот                                | Disney                     | Эксмо                 | 16 апреля, 2021   | ISBN 978-5699900398    | Выпущено только на русском языке                                                                          | [ 88 ]  |
| Гравити Фолз. С нами не соскучишься!                                             | Disney                     | Эксмо                 | 16 апреля, 2021   | ISBN 978-5699926862    | Выпущено только на русском языке                                                                          | [ 89 ]  |
| Гравити Фолз. Геймбук 1                                                          | Disney                     | Эксмо                 | 30 апреля, 2021   | ISBN 978-5040979639    | Выпущено только на русском языке                                                                          | [ 90 ]  |
| Гравити Фолз: Ты классный! Дневник для вдохновения                               | Disney                     | Эксмо                 | 11 июля, 2021     | ISBN 978-5041065560    | Выпущено только на русском языке                                                                          | [ 91 ]  |
| Гравити Фолз. 500 наклеек на все случаи жизни                                    | Disney                     | Planeta Junior        | 1 сентября, 2021  | ISBN 978-6070779084    | Выпущено только на испанском языке                                                                        | [ 92 ]  |
| Гравити Фолз. Активити-журнал. Выпуск 1                                          | Disney                     | Эксмо                 | 15 октября, 2021  | ISBN 978-5-04-155582-5 | Выпущено только на русском языке                                                                          | [ 93 ]  |
| Гравити Фолз: Энциклопедия фанатов                                               | Disney                     | Эксмо                 | 22 октября, 2021  | ISBN 978-5-04-117223-7 | Выпущено только на русском языке                                                                          | [ 94 ]  |
| Гравити Фолз: Уничтожьте этот дневник вместе с Диппером и Мейбл                  | Disney                     | Эксмо                 | 15 ноября, 2021   | ISBN 978-5-04-113685-7 | Выпущено только на русском языке                                                                          | [ 95 ]  |
| Гравити Фолз Путеводитель Диппера по необъяснимому. Журнал аномалий              | Disney                     | Эксмо                 | 19 ноября, 2021   | ISBN 978-5-04-155585-6 | Выпущено только на русском языке                                                                          | [ 96 ]  |
| Гравити Фолз. Активити-журнал. Выпуск 2                                          | Disney                     | Эксмо                 | 25 ноября, 2021   | ISBN 978-5-04-155583-2 | Выпущено только на русском языке                                                                          | [ 97 ]  |
| Гравити Фолз. Активити-журнал. Выпуск 3                                          | Disney                     | Эксмо                 | 10 декабря, 2021  | ISBN 978-5-04-155584-9 | Выпущено только на русском языке                                                                          | [ 98 ]  |
| Гравити Фолз. Геймбук 2                                                          | Disney                     | Эксмо                 | 14 декабря, 2021  | ISBN 978-5040994878    | Выпущено только на русском языке                                                                          | [ 99 ]  |
| Гравити Фолз. Совершенно секретно! Большая книга фаната                          | Disney                     | Эксмо                 | 30 декабря, 2021  | ISBN 978-5-04-107748-8 | Выпущено только на русском языке                                                                          | [ 100 ] |
| Гравити Фолз. Большая книга игр со словами и логических задачек                  | Disney                     | Эксмо                 | 12 января, 2022   | ISBN 978-5-04-106494-5 | Выпущено только на русском языке                                                                          | [ 101 ] |
| Гравити Фолз: Полная история. Сезон 2                                            | Disney                     | Эксмо                 | 2 февраля, 2022   | ISBN 978-5-04-116067-8 | Выпущено только на русском языке                                                                          | [ 102 ] |
| Книга Билла                                                                      | Алекс Хирш                 | Hyperion Avenue Books | 23 июля, 2024     | ISBN 978-1-36-809220-3 | | [ 103 ] |

### Игры
20 октября 2015 года была выпущена видеоигра Gravity Falls: Legend of the Gnome Gemulets эксклюзивно на Nintendo 3DS. Она была разработана и издана Ubisoft и спродюсирована Disney Interactive Studios. Игра представляет собой платформер и использует ту же графику, что и сериал.

## Наследие и влияние
Считается, что сериал «Гравити Фолз» оказал большое влияние на многие последовавшие за ним анимационные шоу, включая «Вселенную Стивена», «Звёздная принцесса и силы зла», «Дом совы», «Амфибия» и «Рик и Морти». Другие примеры влияния сериала включают репрезентацию ЛГБТ и сюжетные арки длиной в сериал, а не отдельные истории из одного эпизода. Он также поддерживает верных и страстных его поклонников даже спустя годы после своего окончания. Создатель сериала — Алекс Хирш — спрятал множество кодов, криптограмм, обратных сообщений и других скрытых подсказок, которые фанаты могли найти в каждом эпизоде. Некоторые сравнивают «Гравити Фолз» с направленными скорее на взрослых зрителей мистическими сериалами, такими как «Остаться в живых», «Твин Пикс» и «Секретные материалы». Пока премьеры серий «Гравити Фолз» выходили в эфир, это был один из сериалов «Disney XD» с самым высоким количеством зрителей и рейтингом — в среднем, 1,8 миллиона зрителей за серию.
Летом 2016 года создатель «Гравити Фолз» устроил международную охоту за сокровищами, известную как «Охота за шифрами», конечной целью которой было найти настоящую статую Билла Шифра, ненадолго появившуюся в последней серии. Охота началась 20 июля 2016 года и завершилась 3 августа 2016 года. Она включала поиск и расшифровку загадок и кодов, спрятанных в разных местах по всему миру. Одна подсказка включала в себя головоломку из 2000 частей, на сборку которой уходило несколько дней, и почти всегда кто-то её разгадывал. 3 августа 2016 года статуя была найдена в лесу в Ридспорте, штат Орегон. В то время как первые участники охоты, сумевшие добраться до статуи, получили различные призы, Хирш отметил, что охота сама по себе была «настоящим сокровищем». Третьего августа власти убрали статую из-за имущественного спора и временно поместили её в полицейское управление Ридспорта, пока Хирш не устроил её перемещение в другое место. К пятому августа статуя временно оказалась в парке Двухсотлетия в Ридспорте, а через несколько недель была окончательно перемещена в Confusion Hill в Пирси, штат Калифорния.
В честь выпуска книги «Гравити Фолз. Дневник 3» и окончания сериала, «Oh My Disney» и «Cyclops Print Works» объединились с галереей «Nucleus» в Альгамбре, штат Калифорния, чтобы провести официальную художественную выставку «Гравити Фолз» под названием «Прощай, „Гравити Фолз“» с 6 по 21 августа 2016 года. Создатель Алекс Хирш, вместе с другим производственным персоналом и профессиональными иллюстраторами, представил для этой выставки новые и оригинальные произведения искусства. Некоторые фанаты ночевали там, чтобы посмотреть представление, а некоторые представленные произведения искусства были проданы более чем за 1000 $.
8 августа 2020 года на канале «Disney» был показан эпизод сериала «Амфибия» под названием «Музей восковых фигур», появившийся под впечатлением от «Гравити Фолз». Эпизод послужил данью уважения «Гравити Фолз», и в нём Алекс Хирш озвучивает Стэна Пайнса.
11 сентября 2020 года на YouTube-канале «Disney Channel» был выпущен короткометражный фильм под названием «Gravity Falls x Line Rider». Этот короткометражный фильм основан на интернет-игре «Line Rider» и является первым из новой серии короткометражных фильмов «Disney», который сотрудничал с художниками «Line Rider» Марком Роббинсом, Беном Харви и Дэвидом Лу для создания сериала.
25 сентября 2020 года на YouTube-канале «Disney Channel» был выпущен короткометражный фильм на основе «Гравити Фолз» под названием «Call Me Maybe Parody». В короткометражке Мэйбл поёт «Call Me Mabel», что является пародией на песню Карли Рэй Джепсен «Call Me Maybe». Короткометражный фильм был выпущен как часть сериала «Сломанное караоке», в котором разные персонажи «Disney» исполняют пародии на поп-песни.
3 октября 2021 года был показан эпизод «Барт в тюрьме!» сериала «Симпсоны», в котором была короткая эпизодическая роль Билла Шифра как одного из многих воплощений Локи, озвученного Алексом Хиршем в гостевой роли.
Несколько бывших художников-раскадровщиков и членов съёмочной группы, которые работали над «Гравити Фолз», создали свои собственные сериалы и фильмы, в том числе Мэтт Брейли (бывший режиссёр и художник-раскадровщик, создавший «Амфибию»), Дана Террас (бывшая художник-раскадровщик, которая впоследствии стала режиссёром первого сезона «Утиных историй» (2017) и создала «Дом совы»), Крис Хоутон (бывший художник-раскадровщик, который вместе со своим братом Шейном Хоутоном создал «Семейка Грин в городе»), Майк Рианда (бывший креативный директор и сценарист, снявший фильм «Митчеллы против машин») и Шион Такеучи (бывший сценарист, написавший «Корпорация „Заговор“»).

## Будущее
14 июля 2017 года Хирш сообщил, что он и «Disney» обсуждали создание фильма о «Гравити Фолз». В конечном итоге «Disney» отказались от проекта, поскольку студия посчитала, что сериал «недостаточно большой, чтобы гарантировать [фильм]». Впоследствии Хирш заявил, что он всё ещё не отказался от этой идеи.
В феврале 2018 года, во вторую годовщину финала сериала, Хирш использовал шифр, чтобы анонсировать «Гравити Фолз: Забытые легенды» — продолжение истории «Гравити Фолз» в новом графическом романе, который позже был выпущен 24 июля 2018 года.
В интервью Inverse в марте 2021 года Хирш выразил заинтересованность в продолжении истории «Гравити Фолз» в виде видеоигры, которая «на самом деле очень глубоко раскрывает историю сериала и включает новый канон, который был в периферии сериала».
В конце 2023 года Алекс Хирш анонсировал «Книгу Билла», выход которой состоялся 23 июля 2024 года. Было также сразу анонсировано ограниченное издание этой книги «Barnes & Noble» с подписью автора и некоторыми другими дополнениями. Это первая книга, предназначенная для лиц старшего возраста, и первая, не содержащая названия франшизы. Оригинальное издание включает в себя 208 страниц, тогда как эксклюзивное — 224, и отличается обложкой.